# Буталмапу
Буталмапу (Butalmapu або Fütalmapu) — це назва в мапудунгуні для «великої землі», яка була однією з великих конфедерацій, у яких народ мапуче організовувався на випадок війни. Ці конфедерації відповідали великим географічним територіям, населеним мапуче в Чилі.
На початку завоювання Чилі вважається, що серед пікунче від річки Лімарі на південь до околиць річки Матакіто існував Буталмапу, який очолював мічімалонко. Також на початку завоювання Чилі, молучинська Буталмапу існувала на південь від річки Ітата та на північ від річки Біо-Біо . Можливо, він включав ailurehue Cauquenes на північ від Ітати, які час від часу билися з ними проти іспанців у шістнадцятому столітті, а раніше проти інків у битві при Мауле.
Серед молуче на південь від річки Біо Біо до сімнадцятого століття існувало три буталмапу, які відповідали основним територіальним особливостям молуче: Лафкенмапу, прибережний регіон, Лельфюнмапу, рівнини Проміжної западини та Інапіремапу, передгір'я Анд. Ще один Піремапу в гірському масиві Анд був населений пегуенчами.
Кожен буталмапу складався з різних менших конфедерацій, відомих як аїльарехуес, які об'єднували кілька сімейних кланів з одного регіону, що називалися лофами. У випадку зовнішньої загрози або початку військової кампанії, лідери, відомі як лонкос (caciques), з усіх лофів обирали верховного воєначальника Буталмапу, якого іспанці називали Токі та Гран Токі. Цей лідер мав право приймати військові рішення і, як правило, залишав свій пост лише після завершення кампанії або у разі його смерті. Сам термін «Butalmapu» не був описаний в іспанських хроніках до того часу, поки Франсіско Нуньєс де Пінеда і Баскуньян не опублікували свій твір «Cautiverio feliz y razón individual de las guerras dilatadas del reino de Chile», де вперше було згадано про ці конфедерації. Нуньєс назвав їх «утанмапу».
Серед Уїліче та Кункос на південь від Молуче було два Буталмапу: Віллімапу, розташований між річками Толтен і Буено, і Чавра-кавін, розташований між річкою Буено та Релонкаві. До 1805 року вони були об'єднані лише в один, Huillimapu.